# Marc Pupi Pisó Frugi Calpurnià
Marc Pupi Pisó (en llatí: Marcus Pupius Piso Frugi Calpurnianus) va ser un magistrat romà del segle i aC. Encara que era membre de la gens Calpúrnia, va ser adoptat per Marc Pupi quan ja era molt vell, i va adoptar el seu nom, retenint els cognoms de la seva anterior família.
L'any 84 aC, a la mort de Luci Corneli Cinna, es va casar amb la seva vídua, Ànnia. L'any 83 aC va ser qüestor del cònsol Luci Corneli Escipió, però va desertar del partit popular i es va passar als aristòcrates de Sul·la, que el va obligar a divorciar-se d'Ànnia, a causa de la connexió amb Cinna. Encara que es va presentar pel càrrec l'any 75 aC, no va aconseguir ser nomenat edil curul.
L'any en què va ser pretor no consta, però probablement era el 71 aC. Després d'exercir aquest càrrec va anar com a propretor (amb títol de procònsol) a Hispània. Quan va tornar a Roma l'any 69 aC va celebrar un triomf, probablement gràcies a una victòria obtinguda a Hispània, però es va dir que no hi tenia dret. A la guerra contra Mitridates VI Eupàtor va servir com a llegat de Pompeu, que el va enviar a Roma l'any 62 aC per ser candidat als comicis per obtenir el consolat, atès que Pompeu volia tenir un aliat a Roma que ratifiqués les seves accions a Àsia.
Va ser elegit efectivament cònsol el 61 aC, junt amb Marc Valeri Messal·la Níger. Durant el seu mandat es va enemistar amb Ciceró perquè no va consultar el senat sobre les acusacions que va fer contra ell, i més tard també quan va protegir Publi Clodi, acusat de violar els secrets de la Bona Dea. Ciceró, en revenja, va impedir que obtingués la província de Síria com li havien promès.
Va morir probablement abans del 49 aC, ja que l'any 47 aC Marc Antoni vivia a la casa que havia estat seva a Roma. Pupi Pisó, en la seva joventut, va tenir una gran reputació com a orador, i el pare de Ciceró l'havia portat a escoltar els seus discursos. Posseïa una habilitat natural, però també havia estudiat, sobretot la literatura grega, i sobresortia pels seus coneixements.